# Fatti di gente perbene
Fatti di gente perbene és una pel·lícula dramàtica italiana amb fons sociopolític del 1974 dirigida per Mauro Bolognini i protagonitzada per Giancarlo Giannini. Catherine Deneuve. És lliurement inspirada en el cèlebre judici per assassinat conegut com a Crim Murri, esdevingut a Bolònia l'agost de 1902. Va formar part de la selecció oficial del Festival Internacional de Cinema de Sant Sebastià 1975.

## Sinopsi
Linda Murri, filla del popular professora laic i radical Augusto Murri, es reuneix amb el seu marit Francesco Bonmartini després d'una separació legal, pel bé dels fills, però viu infeliç a causa del constant xantatge del seu marit. Tullio, el seu germà, convençut que perilla la vida de la seva germana, decideix organitzar l'assassinat del seu cunyat.
Al principi, amb la complicitat de Carlo Secchi, l'amant de Linda i de la seva minyona, Rosa Bonetti, alhora amant de Tullio, es disposa a enverinar-lo amb curare. Amb el seu amic Pio Naldi, implicat en el crim, se'n va a casa de Bonmartini, mentre la seva dona i els seus fills es troben a Venècia. Aquí, després d'una crisi de consciència, Naldi decideix no ajudar a Tullio en l'assassinat, de manera que aquest últim decideix apunyalar el seu cunyat i provocar un assassinat per robatori.
El jutge Stanzani, no està convençut que el crim va tenir lloc a mans d'una prostituta amb el propòsit de robatori, com va suggerir Tullio Murri, també és un catòlic convençut i obertament opositor al laïcisme d'Augusto Murri. El jutge poc a poc va descobrint la veritat sobre el crim i arrossega tots els còmplices a la presó un per un, que acabarà sent condemnats. La premsa conservadora i catòlica aprofita el cas per provocar un escàndol contra socialistes i laics, per afavorir la campanya electoral a favor de la dreta.

## Repartiment
- Giancarlo Giannini - Tullio Murri
- Catherine Deneuve - Linda Murri
- Fernando Rey - Augusto Murri
- Tina Aumont - Rosa Bonetti
- Rina Morelli - Giannina Murri
- Ettore Manni - Dr. Carlo Secchi
- Paolo Bonacelli - Francesco Bonmartini
- Giacomo Rossi Stuart - Riccardo Murri
- Laura Betti - Tisa Borghi
- Corrado Pani - Pio Naldi
- Marcel Bozzuffi - Inspector Stanzani
- Lino Troisi

## Crítiques
| «                                                  | «Bolognini […] s'ha limitat a referir els fets en línies essencials, sense interpretacions i sense comentaris, posant més atenció a la forma […] que a les implicacions del contingut, a l'intent de posar en perill noves hipòtesis [...]. Un límit que, tanmateix, només es pot atribuir parcialment a Bolognini […] ja que no és servit adequadament amb un delicat guió de Sergio Bazzini, apagat en la traça psicològica, aspra i fugaç sobre nusos totalment enredats.» | » |
| — Enzo Natta La Rivista del Cinematografo, 6, 1975 | |   |

## Premis
- 1975 - David di Donatello[4]
  - Millor pel·lícula a Mauro Bolognini, Luigi Scattini i Mario Ferrari
- 1975 - Nastro d'argento
  - Millor vestuari a Gabriella Pescucci
  - Nominació Millor actriu secundària a Laura Betti
  - Nominació Millor actriu secundària a Rina Morelli
  - Nominació Millor actor secundari a Corrado Pani
  - Nominació Millor fotografia a Ennio Guarnieri
  - Nominació Millor escenografia a Guido Josia